# آرامگاه شاهزاده هادی
بقعه شاهزاده هادی مربوط به دوره صفوی - دوره قاجار است و در شهرستان کهک، روستای وشنوه واقع شده و این اثر در تاریخ ۱۹ اسفند ۱۳۸۰ با شمارهٔ ثبت ۴۸۷۲ به‌عنوان یکی از آثار ملی ایران به ثبت رسیده است.